# Waidhofen an der Thaya (distrikt)
Waidhofen an der Thaya är ett distrikt (Bezirk) i det österrikiska förbundslandet Niederösterreich. Distriktet gränsar i norr mot Tjeckien. Det består av följande städer, köpingar och kommuner:
Städer
- Groß-Siegharts
- Raabs an der Thaya
- Waidhofen an der Thaya

Köpingar
- Dietmanns
- Dobersberg
- Gastern
- Karlstein an der Thaya
- Kautzen
- Ludweis-Aigen
- Thaya
- Vitis
- Waldkirchen an der Thaya
- Windigsteig

Landskommuner
- Pfaffenschlag bei Waidhofen an der Thaya

Kommunerna i distriktet Waidhofen an der Thaya

- Waidhofen an der Thaya-Land